# بحيرة أبيس
بحيرة أبيس هي بحيرة جليدية تقع في جنوب شرق ألاسكا، الولايات المتحدة. تتغذى البحيرة من ذوبان المياة من نهر برادي الجليدي وتصب في نهر دونداس الذي يفرغ مياهه في خليج دونداس ومنه إلى المحيط الهادئ.

## نبذة
تقع البحيرة ضمن خليج ومحمية غليسر الوطنية، حيث يحجب سد جليدي مياهها في أغلب الأحيان. عند انكسار هذا السد في ما يُعرف بفيضان البحيرة الجليدية المتفجر، تنساب المياه مع الرواسب مثل الأشجار وقطع الجليد إلى خليج دونداس. حدثت هذه الفيضانات في الأعوام: 1994، 1997، 1998، 2000، 2001، 2005، وفي سبتمبر 2006.

## روابط خارجية
هل هي جاهزة للانفجار؟ جنوب شرق ألاسكا وجنوبها الأوسط يقودان العالم في الفيضانات الجليدية
تنبيه استخدام الزوار للذراع الغربي لخليج دونداس